# Sonata per a piano núm. 3 (Mozart)
La Sonata per a piano núm. 3 en si bemoll major, K. 281 (K. 189f), és una obra composta per Wolfgang Amadeus Mozart. És una de les obres que va escriure durant el seu hivern a Múnic, des de finals de 1774 fins al març del 1775, amb motiu de lproducció de la seva òpera, La finta giardiniera. En aquesta obra es nota que, tot i la gran influència de Haydn, la personalitat de Mozart s'afirma amb el pas del temps. A l'Andante i al Rondó s'entreveu l'emancipació de l'artista i el segell d'un estil més propi. També que està pensada més per ser interpretada amb el piano, en detriment del clavicèmbal.

## Estructura
L'estructura és l'habitual de tres moviments:
1. Allegro
2. Andante amoroso
3. Rondeau

La coda del darrer moviment recorda la música del seu futur Papageno.